# ニューファンドランドメモリアル大学
ニューファンドランドメモリアル大学（英語: Memorial University of Newfoundland）は、セント・ジョンズ（St. John's）に本部を置くカナダの州立大学。1949年創立、1925年大学設置。大学の略称はMemorial University or MUN。

## 概要
1925年設立。単に「メモリアル大学 Memorial University」と呼ばれることもある。セント・ジョンズ（St. John's）
のメインキャンパスのほか、同市内にMarine Institute、コーナー・ブルックにGrenfellキャンパスを有するほか、イギリスのエセックスにHarlowキャンパスがある。17,500人（うち大学院生2,500人）の学生数はカナダ大西洋州では最大である。

## 歴史
- 1925年9月、Memorial University College(MUC)としてセント・ジョンズ、パレード通に開学。
- 1949年8月、Memorial University Actにより、Memorial University of Newfoundland (MUN)として総合大学化。
- 1961年、メインキャンパスをパレード通から現在のエリザベス通に移設。

- 1969年、イギリスにHarlowキャンパス開設。
- 1973年、サンピエール島にInstitut Freckerを開設。2000年までフランス語イマージョン教育が行われた。当キャンパスは2000年以降はカナダ政府、ニューファンドランド・ラブラドール州政府の支援の元、FrancoForumとしてサンピエール島・ミクロン島自治政府が運営している。
- 1975年コーナー・ブルックにキャンパス開設（のちにSir Wilfred Grenfell College、次いでGrenfellキャンパスに改名。）
- 1992年、Marine Institute開設。

## キャンパス
- セント・ジョンズキャンパス
- Marine Institute
- Grenfellキャンパス
- Harlowキャンパス

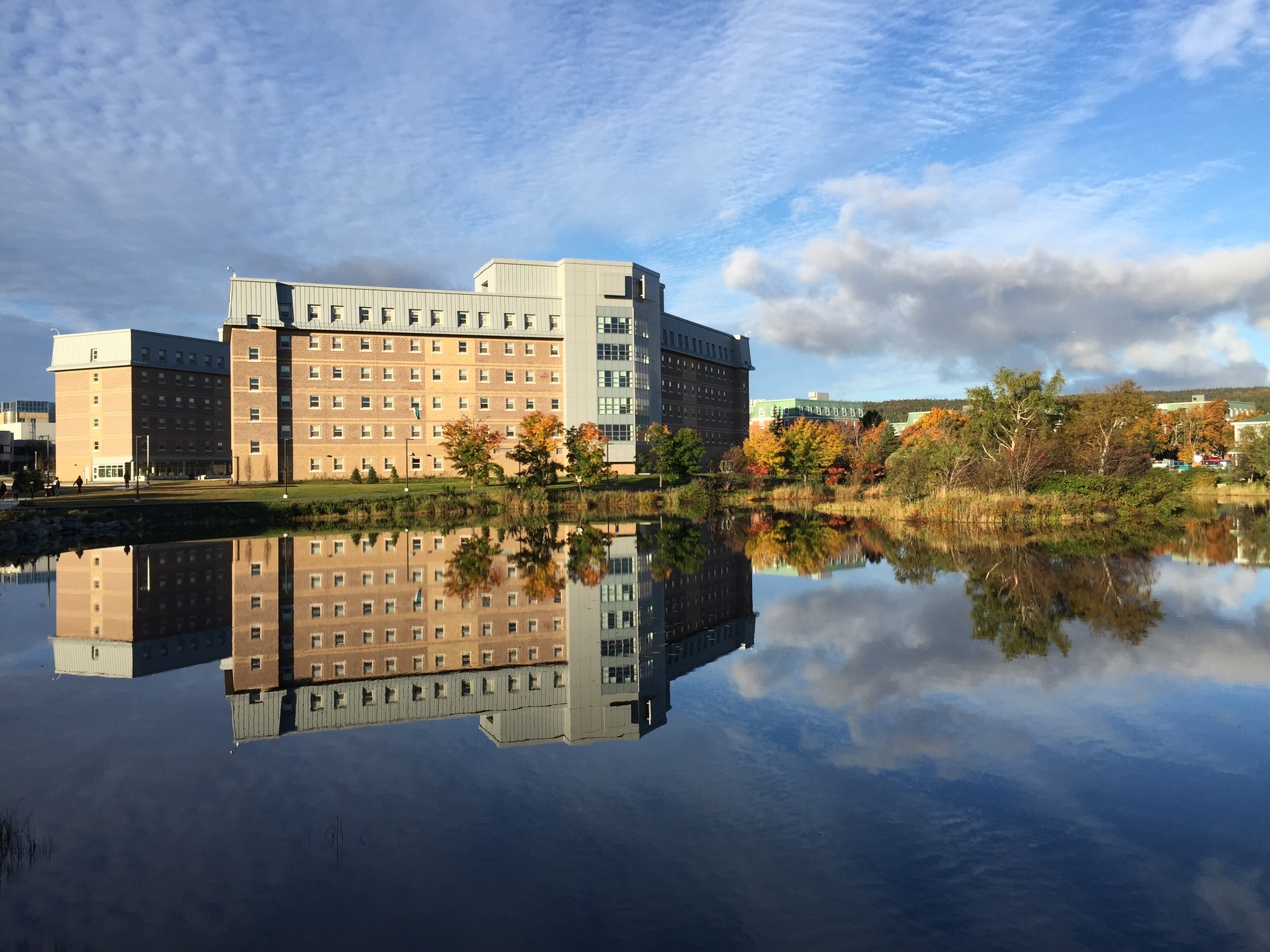
Macpherson College residence (St. John's Campus)
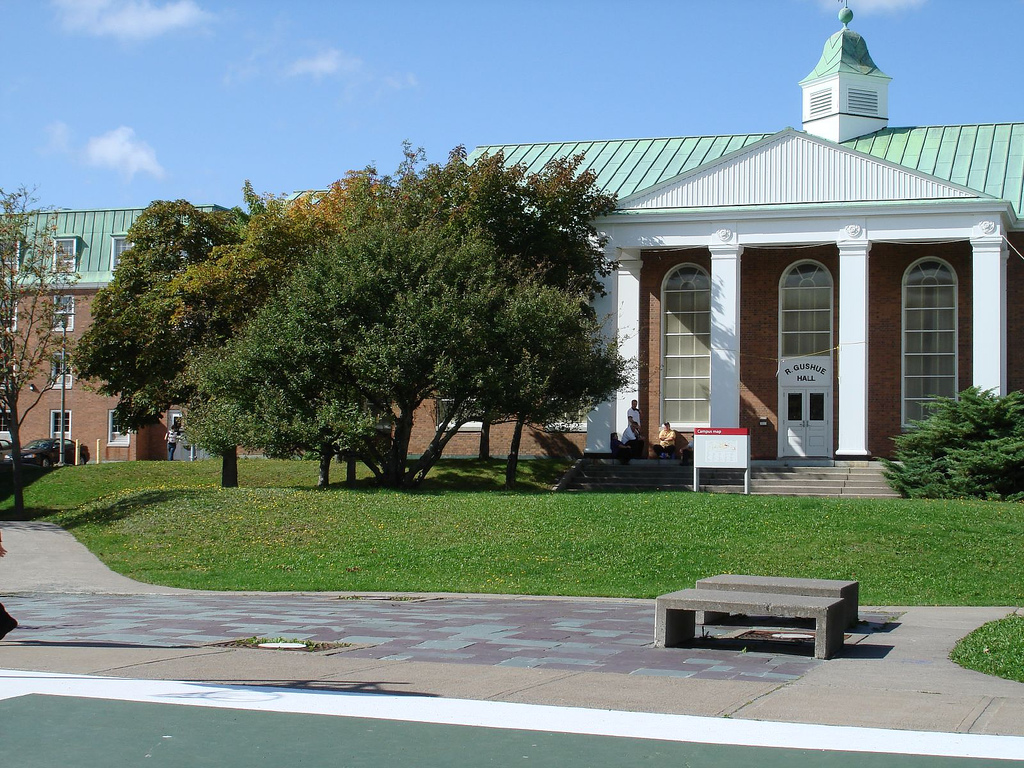
R. Gushue Hall (St. John's Campus)
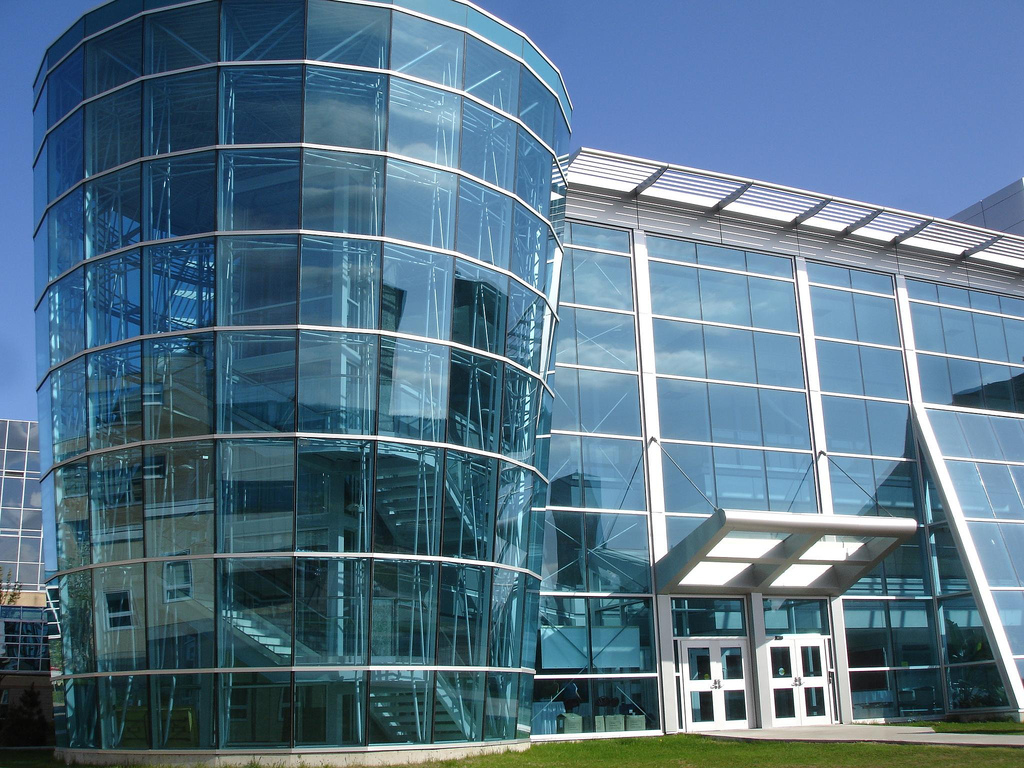
Bruneau Centre for Research (St. John's Campus)
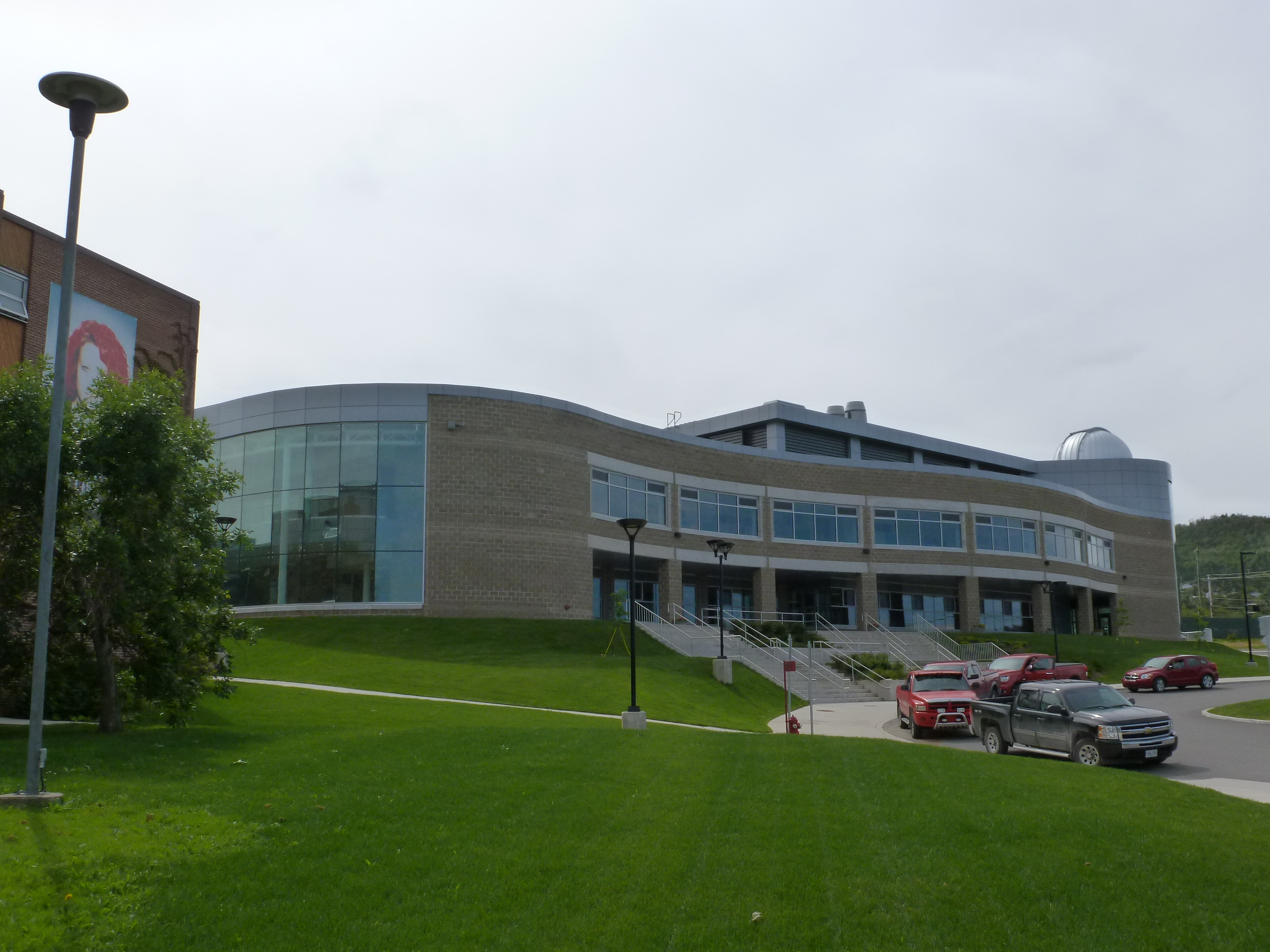
The Arts and Science building (Grenfell Campus)
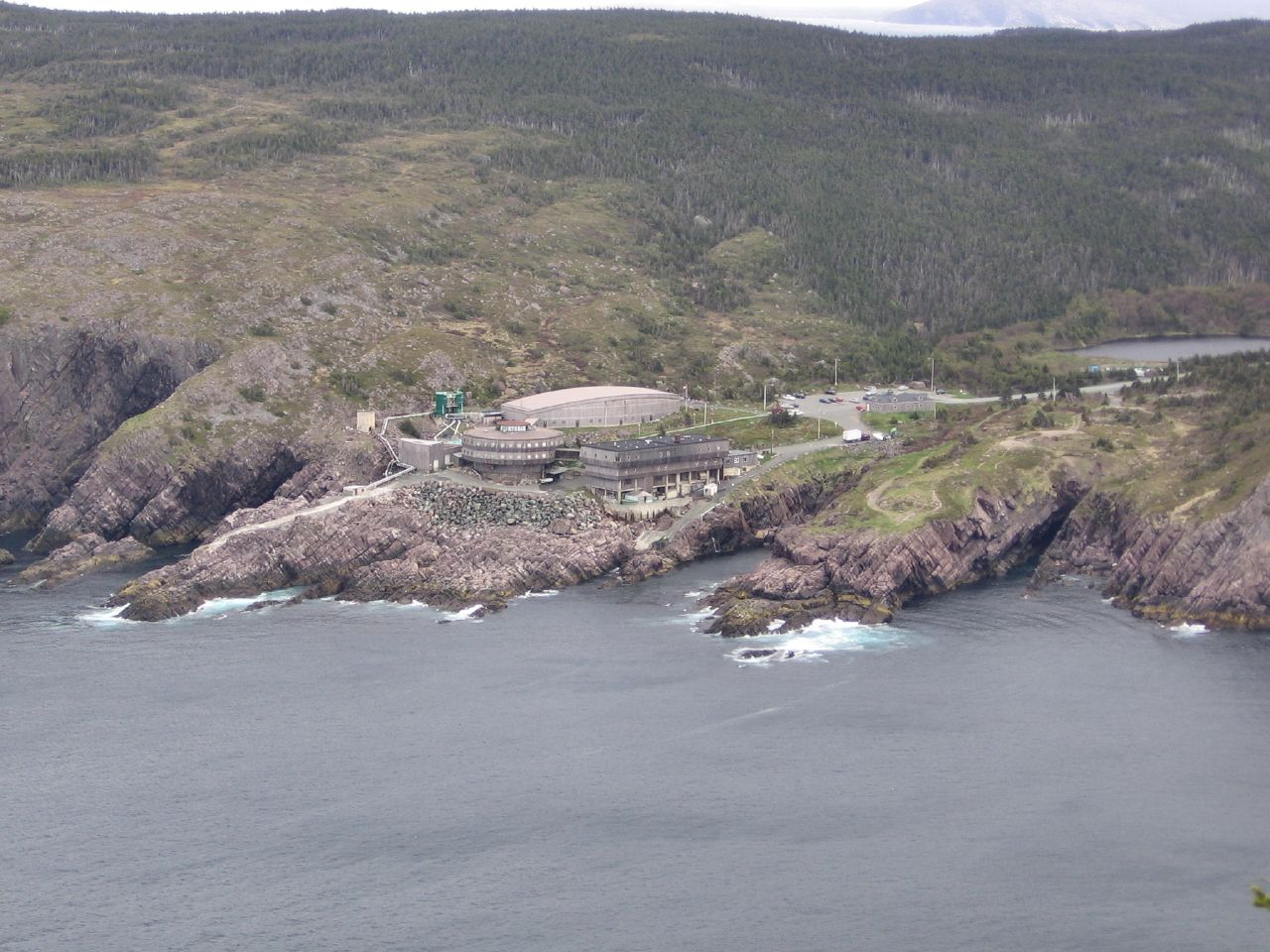
The Ocean Sciences Centre

## 組織
- Faculty
  - 人文社会科学（Arts)
  - 経営学 (Business Administration)
  - 教育学 (Education)
  - 工学 (Engineering)
  - 医学 (Medicine)
  - 科学 (Science)

- School
  - 大学院 (Graduate School)
  - 音楽 (Music)
  - 看護学 (Nursing)
  - 薬学 (Pharmacy)
  - 人体動力学・レクリエーション (Human Kinetics and recreation)
  - 社会活動 (Social Work)

## 国際交流
大学間
- 吉林大学（中国）
- 東北師範大学（中国)
- 全南大学校（韓国）
- 仁荷大学校（韓国）
- 国民大学校（韓国）
- 慶熙大学校（韓国）
- 愛知県立大学(日本)
- 関西外国語大学（日本）
- 関西学院大学（日本）
- 中央大学（日本）
- 国立台湾海洋大学（台湾）
- 南洋理工大学（シンガポール）
- タスマニア大学（オーストラリア）
- Universidad Adolfo Ibanez（チリ）
- ウォーターフォード工科大学（アイルランド）
- Amsterdam School of Business（オランダ）
- トロムソ大学（ノルウェー）
- University of Karlstad（スウェーデン）
- キール大学（イギリス)
- ポーツマス大学（イギリス)
- University of the Arctic